# Союз (центр двойных технологий)
Федеральное государственное унитарное предприятие «Федеральный центр двойных технологий «Союз» (ФГУП «ФЦДТ «Союз») — головное предприятие оборонно-промышленного комплекса в России, расположенное в городе Дзержинский Московской области. Специализируется на разработке и производстве твёрдого ракетного топлива, зарядов и корпусов ракетных двигателей из полимерных композиционных материалов, энергетических установок на их основе для ракетных комплексов различного назначения, космических систем, установок на основе новых физических принципов, а также разработке высокоэффективных технологий двойного назначения для создания конкурентоспособной гражданской продукции.

## История
Декабрь 1940 г. – организован завод 512 по производству снарядов авиационного вооружения на базе Люберецкого комбината им. Дзержинского НКВД СССР – приказ народного комиссара боеприпасов Союза ССР № 402 от 12.12.1940 г.
Декабрь 1941 г. – создано производство по изготовлению порохов (приказ наркома боеприпасов СССР № 47 от 5.12.1941 г.), и завод приступил к выпуску пороховых зарядов к снарядам реактивной артиллерии М-8 и М-13, 82-мм батальонному и 120-мм полковому миномётам.
Ноябрь 1943 г. – на заводе 512 создано Особое техническое бюро – ОТБ (приказ наркома боеприпасов №1061 от 17.11.43 г.).
Август 1944 г. – завод 512 реорганизован в опытно-исследовательский завод (ОИЗ-512) по развитию и внедрению на заводах Наркомата боеприпасов новой (шнековой) технологии производства нитроглицериновых порохов (Постановление Правительства СССР от 28 июля 1944 г. № 6261 и приказ НКБ СССР от 10 августа 1944 г. №1643). За годы войны завод выпустил и поставил на фронт более 500 тысяч зарядов к реактивным снарядам и 30 млн зарядов к миномётным системам.
1947 г. – в ОИЗ-512 организовано 7 научных отделов, план НИР включал 32 темы, функционировал научно-технический совет.
В октябре 1947 года создан Научно-исследовательский институт реактивных порохов (НИИ-125) на базе опытно-исследовательского завода 512 – распоряжение Совета Министров СССР от 24.10.1947 г. №15553, который во время Великой Отечественной войны выпускал снаряды для «Катюш», бомбы и боеприпасы. В период «гонки за космос», ФЦДТ «Союз» начал специализироваться на разработке твёрдого ракетного топлива, разработке космических спутников и ступеней для космических ракет.
Ноябрь 1966 г. — создан Научно-исследовательский химико-технологический институт (НИХТИ) на базе НИИ-125, приказ министра машиностроения СССР от 28.11.1966 № 58.
В 1966 году предприятие награждено орденом Ленина.
Октябрь 1973 г. – образовано Люберецкое научно-производственное объединение «Союз» (ЛНПО «Союз») – приказ министра машиностроения СССР от 10.10.1973 г. № 380 – на базе НИХТИ, в состав которого включены Опытный завод химического машиностроения и Центральное научно-конструкторское бюро.
Август 1994 г. – ЛНПО «Союз» по инициативе генерального директора Зиновия Петровича Пака, являющегося одним из инициаторов разработки концепции технологии двойного назначения для производства принципиально новой и конкурентоспособной на мировом рынке общегражданской продукции, преобразовано в Федеральный центр двойных технологий «Союз» (ФЦДТ «Союз») – Указ Президента РФ от 15.08.1994 г. № 1692.
Октябрь 2002 г. – ФЦДТ «Союз» переименован в федеральное государственное унитарное предприятие «Федеральный центр двойных технологий «Союз» (ФГУП «ФЦДТ «Союз») – приказ Зиновия Петровича Пака генерального директора Российского агентства по боеприпасам от 14.10.2002 г. № 516.

## Нынешнее состояние

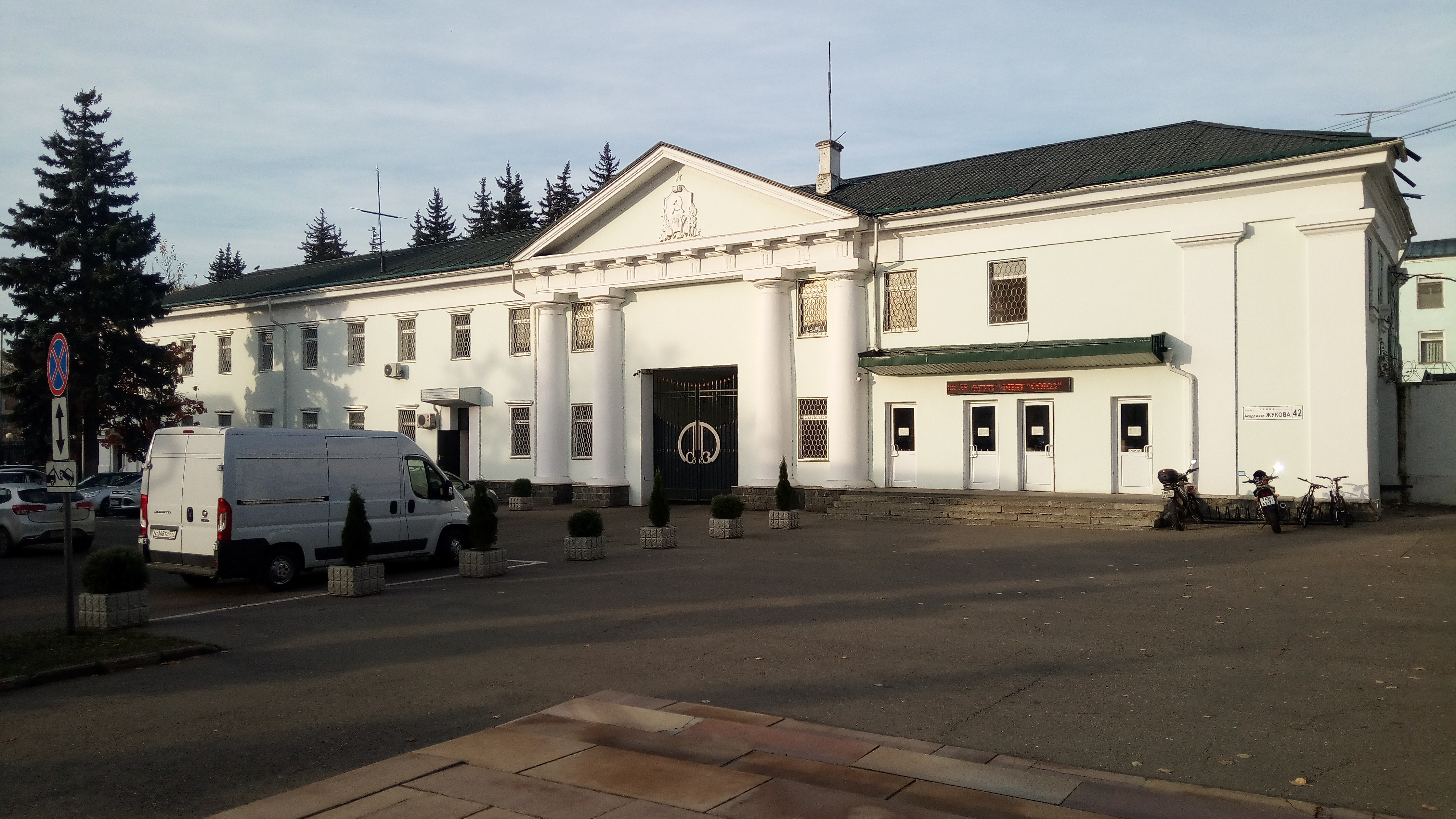
Проходная ФЦДТ «Союз»

Финансовое положение предприятия на протяжении последних лет стабильное и устойчивое. Своевременно выполняются обязательства перед бюджетом и внебюджетными фондами, отсутствует задолженность по заработной плате.
Объём продукции ежегодно возрастает на 7-10 %. Увеличивается объём прибыли, затрачиваемой на НИОКР, развитие и совершенствование производства.
ФГУП «ФЦДТ „Союз“» участвует в качестве головного исполнителя и соисполнителя НИОКР в реализации целого ряда федеральных целевых и государственных программ, где государственным заказчиком является Минпромторг России и Минобороны России. Ряд работ выполняется по договорам с организациями генеральных и главных конструкторов, организациями РАН, Минобрнауки России и др.

## Санкции
В апреле 2022 года, из-за вторжения России на Украину, предприятие попало под санкции США.
21 июля 2022 года предприятие включено в санкционный список всех стран Евросоюза.
Также, 19 октября 2022 года - попало под санкции Украины, а 29 июля 2022 года - под санкции Швейцарии.

## Известные люди
- Жуков Борис Петрович (1912—2000) — учёный и конструктор, организатор науки и производства твердотопливного ракетостроения. Дважды Герой Социалистического Труда (1966, 1982). Ему принадлежит основополагающая роль в развитии нового направления современной науки - специальной технической химии. Под его руководством созданы несколько поколений высокоэффективного твёрдого ракетного и специального топлива. ДУ на их основе для ряда систем вооружения всех родов войск, для космических объектов и высокоэффективной продукции гражданского назначения. Лауреат Ленинской (1976), Государственной премий СССР (1951, 1967).[7]
- Венгерский Вадим Владимирович (1932—1989)[7] — учёный и конструктор в области твердотопливных энергоустановок для боевых и космических ракетных комплексов, МГД-генераторов, а также установок прямого преобразования энергии горения твёрдого топлива в энергию лазерного излучения. Проведённые им исследования в области теории и инженерных методов термодинамического и баллистического проектирования легли в основу создания высокоэффективных зарядов маршевого ДУ, двигателей специального назначения и ПАДов для РК «Темп-С», «Точка», «Ока», «Темп-2С», «Пионер», «Тополь», РТ-23, РТ-23-УТТХ. Лауреат Ленинской (1966) и Государственной (1977) премий СССР. Награждён орденами Ленина (1984) и Трудового Красного Знамени (1971).[7].
- Пак Зиновий Петрович — в 1988 - 1995 генеральный директор ФЦДТ «Союз» (избран на эту должность конференцией трудового коллектива), генеральный конструктор. Зиновий Пак российский учёный, государственный деятель и организатор оборонной промышленности, Лауреат Ленинской премии (1984) за достижения в области разработки и освоения новых видов специальной техники, Лауреат Государственной премии СССР (1980). Председатель Госкомоборонпрома России (1996), министр оборонной промышленности Российской Федерации (1996—1997), генеральный директор Российского агентства по боеприпасам (1999—2003). Автор более 500 научных трудов и 170 изобретений, является создателем уникальных технологий по использованию редких видов топлива, в том числе для межконтинентальных стратегических ракет РС-12М, Тополь-М.
- Бакаев Александр Семёнович (1895—1977) — выдающийся учёный, основоположник отечественной науки и промышленности баллиститных порохов. Большая часть его жизни и деятельности связана с созданием и становлением НИИ-125 (ФЦДТ «Союз»). Именно по его инициативе в 1947 году пороховой завод 512 был преобразован в Научно-исследовательский институт, первым заместителем директора по науке которого стал А.С. Бакаев.[8]
- Громцев Борис Константинович (1921—1991) — специалист, организатор науки и производства в области химической технологии, оборудования и управления технологическими процессами производства твёрдых ракетных топлив, являлся заместителем главного конструктора по зарядам для особо важных систем вооружения и военной техники. Герой Социалистического Труда (1976). Один из основных создателей непрерывного производства изделий из баллиститных топлив, руководил разработками новых промышленных производств изделий из смесевых топлив методом свободного литья. Награждён орденами Ленина, Октябрьской революции, Трудового Красного Знамени, «Знак почёта», Отечественной войны I и II ст., медалями «За взятие Берлина», «За победу над Германией в Внликой Отечественной войне 1941—1945 гг.» и 6 другими медалями. Заслуженный деятель науки и техники РСФСР (1981).
- Кривошеев Николай Алексеевич (1930—1998) — учёный, организатор в области создания высокоэффективных твёрдых ракетных топлив. Участник и научный руководитель работ по созданию высокоэффективных рецептур твёрдых ракетных топлив, прогрессивных технологий и зарядов РДТТ для РК практически всех родов войск и космических объектов. Лауреат Ленинской (1976) и Государственной (1967) премий СССР. Награждён орденами Октябрьской Революции (1984), Трудового Красного Знамени (1966, 1974), Почёта (1997).
- Милёхин Юрий Михайлович — Генеральный директор и генеральный конструктор, Герой Труда Российской Федерации (2023)[9], Академик РАН, учёный в области специальной технической химии, организатор науки и производства, доктор технических наук (2001), профессор (2001), академик РАРАН (2001), Российской академии космонавтики им. К.Э. Циолковского, лауреат Государственных премий СССР (1985) и РФ (1999), премии Правительства РФ (2004)[10], Ленинского комсомола (1980), премии РАН им. В.Н.Ипатьева. Окончил с отличием Томский госуниверситет (1970).[11]
- Победоносцев, Юрий Александрович (1907 — 1973) —  конструктор ракетной техники. Действительный член Академии артиллерийских наук (20.09.1946), член-корреспондент Международной академии астронавтики (1968), лауреат Сталинской премии (1941), заслуженный деятель науки и техники РСФСР (1967), доктор технических наук (1949), профессор (1938)[12]

## Награды
В 1976 году за создание новой техники, внёсшей значительный вклад в укрепление обороноспособности страны, предприятие награждено Орденом Октябрьской Революции.
В 2007 и 2013 годах Указом Президента РФ коллективу ФГУП "ФЦДТ "Союз" объявлена Благодарность за большой вклад в разработку и создание специальной техники и технологий двойного назначения.
За достигнутые высокие результаты более 200 сотрудников предприятия удостоены высших премий страны – Ленинской, Государственной, премий Правительства; свыше 1000 сотрудников награждены орденами и медалями. Работниками предприятия получено более 1000 дипломов и медалей отечественных и международных выставок.